# Ұлы дала жорығы
Тур Великой Степи (Ұлы Дала Жорығы – қазақша, The Great Steppe Tour - англ.) - первый в мире конный марафон протяженностью в 1200 километров, который проводится на территории Казахстана. Марафон проводится в естественных условиях перепада температур из-за смены климатических зон Казахстана, безлюдной степи и пустыни. 
Уникальной особенностью марафона является командный принцип проведения гонки на общее зачетное время. Впервые марафон прошел с 18 по 29 сентября 2022 года в Казахстане, на территории 5 областей (Акмолинская, Карагандинская, Улытауская, Кызылординская и Туркестанская области). В последующие годы планируется проведение марафона в ежегодном формате с участием команд из Монголии, России, Кыргызстана, Узбекистана и др. стран.
Казахская степь
Автором идеи является медиа-менеджер Бакытжан Жумагалиевич Турлыбеков.
Тур великой степи пропагандирует ценности настоящего кочевника – свободы, движения, созвучия и единения с природой, выносливости, осознанного потребления (беру с собой только самое ценное) и способности помогать и совместно делить радость, что в совокупности и составляет культурный код номадов.
Соревнования проводятся по командному принципу на общее зачетное время. Команды комплектуются из 5 всадников и 10 лошадей (2 лошади на 1 всадника). Участники должны преодолеть дистанцию 1200 км за 12 дней. Марафон разделен на 12 этапов (на 12 дней). Каждый этап состоит из 100 км. Всадникам разрешается менять лошадь при прохождении 600 км – половины дистанции марафона. У каждой команды фиксируется индивидуальное время. По итогам всех 12-ти этапов, команда, преодолевшая 1200 км за самое короткое время, становится победителем марафона.

## Маршрут марафона
Марафон берет начало из столицы Казахстана города Астана. Далее маршрут марафона движется в южном направлении и охватывает Акмолинскую, Карагандинскую, Улытаускую, Кызылординскую и Туркестанкую областей.
Дистанция пролегает вдали от населенных пунктов в условиях степи, далее - Бетпакдалы, а участники живут по-настоящему в спартанских условиях – в палаточных городках и биваках.
Заканчивается марафон в духовной столице Казахстана городе Туркестан.
В 2024 году планируется проведение региональных туров на дистанцию в 500 километров, на территории каждой области Казахстана. Они станут отборочными этапами к главному марафону.

## Требования к лошадям
В целях защиты животных от чрезмерного изнеможения обязательным условием для участия является наличие сменной лошади.
Для участия в соревнованиях допускаются лошади старше 6 лет. Не допускаются лактирующие, а также жеребые кобылы. На выводку должны быть представлены все стартующие лошади в сопровождении всадника или капитана команды (не более двух человек) в узде или недоуздке, без седла, ногавок и бинтов. Ветеринарный контроль проводится на отметке 50 км и 100 км каждого этапа. На старте каждого этапа проводится ветеринарный обход лошадей. Ветеринарный контроль на старте каждого этапа проводится только для нуждающихся лошадей.
Во время ветеринарной инспекции ветеринарным врачом проводится оценка общего состояния лошади и качество её движения. Оцениваются следующие показатели: частота сердечных сокращений (не должен превышать 64 удара в минуту), видимые слизистые оболочки, скорость наполнения капилляров, дегидратация, перистальтика, состояние мускулатуры, состояние кожного покрова (на наличие ран, потёртостей), тест Риджвея, оценка качества движения на рыси в поводу.
Дисквалификация лошади из соревнований может быть в случае нарушения метаболических показателей, хромоты, если общее состояние лошади удручающе, и если лошадь не в состоянии передвигаться.

## ТУР ВЕЛИКОЙ СТЕПИ-2022
По итогам марафона до финиша в городе Туркестан добрались 4 команды со следующими показателями: 1 место – Мангистауская область в составе 4 всадников с временем 107 часов 14 минут 21 секунд, 2 место – Жетысуская область в составе 3 всадников с временем 110 часов 43 минут 11 секунд, 3 место – Туркестанская область в составе 3 всадников с временем  110 часов 58 минут 37 секунд, 4 место — Жамбылская область в составе 3 всадников с временем 123 часа 24 минуты 04 секунды. Также до Туркестана дошли всадники, команды которых выбыли из гонки. Это город Алматы, Актюбинская область, Абайская область, Восточно-Казахстанская область, Карагандинская область, Кызылординская область и Улытауская область. По итогам 1200 км 26 всадников дошли до финиша в городе Туркестан.
Согласно правилам марафона, за 1 место Мангистауская область получила 24 000 000 тенге, за 2 место Жетысуская область получила 12 000 000 тенге, за 3 место Туркестанская область получила 9 000 000 тенге, за 4 место Жамбылская область получила 6 000 000 тенге. Также были награждены 13 всадников по 1 000 000 тенге, команды которых выбыли, но несмотря на это они дошли до финала в городе Туркестан.

## Выход на международный уровень
Ассоциация национальных видов спорта, являющаяся одним из организаторов марафона, выступила с заявлением о планах по проведению Тура в 2024 году в международном формате. Также планируется добиться включения конного марафона в список соревнований, проводимых под эгидой Международной федерации конного спорта (FEI).